# Thiago Albernaz Pereira
Thiago Albernaz Pereira (Goiânia, GO, 10 de setembro de 1990) é um político brasileiro, filiado ao Solidariedade. Obteve 14.561 votos totalizados (0,47% dos votos válidos) e foi eleito Deputado Estadual de Goiás no 1º turno das Eleições 2018.

## Vida pessoal
Criado no ambiente politico é neto de Nion Albernaz que foi prefeito de Goiânia por três vezes.